# Лейбик
Лейбик — різновид народного одягу українців, безрукавка. Це чоловічий і жіночий прямоспинний одяг без рукавів.
Лейбики шили з сукна домашнього виготовлення, поли прикрашали металевими ґудзиками і кишенями.
Як повсякденний популярний одяг лейбик був поширений переважно на Прикарпатті, але був в ужитку і в решті регіонів України.

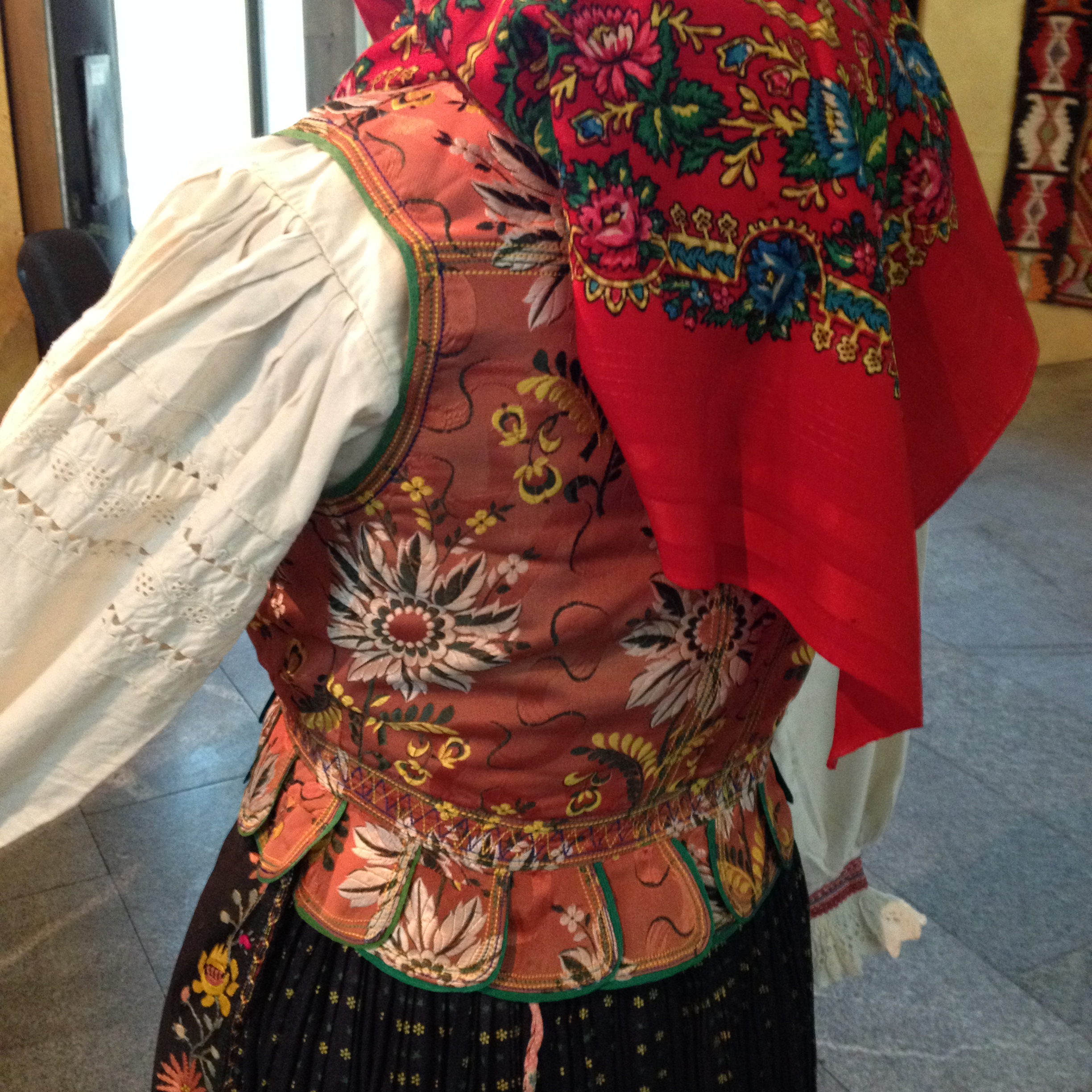